# 影踏み (一青窈の曲)
「影踏み」（かげふみ）は、日本の歌手一青窈の6枚目のシングルである。2005年4月20日発売。発売元はコロムビアミュージックエンタテインメント（現：日本コロムビア）。

## 概要
- 前作から4か月ぶりとなるシングル。

## 収録曲
（全作詞：一青窈）
1. 影踏み (4:22)
  - 作曲：都志見隆／編曲：山内薫
  - 日本中央競馬会CMソング
2. うれしいこと。 (4:27)
  - 作曲・編曲：武部聡志
  - ボシュロム・ジャパン「レニュー マルチプラス」CMソング
3. いないばぁ (4:36)
  - 作曲・編曲：富田素弘
4. 影踏み (instrumental)(4:22)
5. うれしいこと。(instrumental)(4:27)

## 収録アルバム
影踏み
- オリジナル『&』
- ベスト『BESTYO』

うれしいこと。
- オリジナル『&』
- ベスト『BESTYO』
- オムニバス『恋のうた』